# Eucelatoria gladiatrix
Eucelatoria gladiatrix är en tvåvingeart som beskrevs av Townsend 1917. Eucelatoria gladiatrix ingår i släktet Eucelatoria och familjen parasitflugor.
Artens utbredningsområde är Panama. Inga underarter finns listade i Catalogue of Life.